# Resolutie 2434 Veiligheidsraad Verenigde Naties
Resolutie 2434 van de Veiligheidsraad van de Verenigde Naties werd unaniem aangenomen op 13 september 2018 en verlengde de UNSMIL-ondersteuningsmissie in Libië met een jaar.

## Achtergrond
Volgend op de Eerste Libische Burgeroorlog, waarin het regime van Qadhafi ten val kwam, werd een tijdelijk Algemeen Nationaal Congres verkozen. In 2014 werden opnieuw verkiezingen gehouden voor een nieuw parlement. Er was onenigheid tussen aanhangers van het congres en het nieuwe parlement over de uitslag van die verkiezingen. Dat draaide uit op militair geweld waarbij het congres de controle over de hoofdstad verkreeg terwijl het parlement het oosten van het land in handen kreeg en naar Tobroek verhuisde.
Eind 2015 werd een politiek akkoord onderhandeld waarbij een tijdelijke regering van nationaal akkoord werd gevormd. Deze regering werd door de Verenigde Naties erkend en door UNSMIL bijgestaan. In 2016 trok het parlement zijn eerdere steun in en het geweld bleef voortduren. Daardoor bleef het akkoord om een eengemaakte overheid te vormen ook dode letter. Een actieplan van UNSMIL-hoofd Ghassan Salamé om het politieke proces weer op gang te trekken leidde nergens toe. In 2017 werd afgesproken om eind 2018 verkiezingen te houden.

## Inhoud
De Veiligheidsraad verwelkomde het staakt-het-vuren dat in Tripoli was bereikt na het geweld begin september. Alle partijen werden opgeroepen zich te verzoenen en het politiek akkoord uit 2015 uit te voeren. Een belangrijke stap was het land stabiliseren door onder meer gewapende groeperingen te demobiliseren. Ook moesten zo snel mogelijk presidents- en parlementsverkiezingen worden gehouden.
Intussen had de Nationale Oliemaatschappij van Libië het werk hervat. De Veiligheidsraad bevestigde dat de regering van nationaal akkoord als enige gezag uitoefende op de economische en financiële instellingen van het land. Lidstaten werden opgeroepen hun steun aan en contacten met zogenaamde overheidsinstellingen die geen deel uitmaakten van het nationaal akkoord stop te zetten.
Het mandaat van de UNSMIL-missie die Libië moest helpen met het politiek proces en de hervormingen in het land werd verlengd tot 15 september 2019. Inmiddels werd gewerkt aan de terugkeer van de missie naar onder meer Tripoli en Benghazi.
Lijst ·  2398 ·  2399 ·  2400 ·  2401 ·  2402 ·  2403 ·  2404 ·  2405 ·  2406 ·  2407 ·  2408 ·  2409 ·  2410 ·  2411 ·  2412 ·  2413 ·  2414 ·  2415 ·  2416 ·  2417 ·  2418 ·  2419 ·  2420 ·  2421 ·  2422 ·  2423 ·  2424 ·  2425 ·  2426 ·  2427 ·  2428 ·  2429 ·  2430 ·  2431 ·  2432 ·  2433 ·  2434 ·  2435 ·  2436 ·  2437 ·  2438 ·  2439 ·  2440 ·  2441 ·  2442 ·  2443 ·  2444 ·  2445 ·  2446 ·  2447 ·  2448 ·  2449 ·  2450 ·  2451